# Giorgio Giacomelli
Giorgio Giacomelli (Milano, 25 gennaio 1930 – Roma, 8 febbraio 2017) è stato un diplomatico italiano.

## Biografia
Giorgio Giacomelli nacque a Milano nel 1930, figlio di Gino e di Maria Van der Kellen.
Dopo la laurea in giurisprudenza all'Università degli Studi di Padova, studiò all'Università di Cambridge e all'Institut des hautes études di Ginevra. Iniziò la carriera diplomatica nel 1956 e nel 1958 fu in servizio a Madrid. Nel 1961 fu delegato alla NATO e ricoprì il ruolo di primo segretario a Léopoldville dal 1962 e fu anche incaricato d'affari nel 1964. Nell'ambito della rivolta dei Simba lavorò per il salvataggio dei cittadini italiani presenti in Congo.
Nel 1966 fu a Nuova Delhi e nel 1969 entrò a far parte del personale del Ministero degli Esteri. Partecipò alla stesura del disegno della legge n. 1222 del 1971 sulla cooperazione con i paesi in via di sviluppo, la prima in Italia in materia di cooperazione estera. Nello stesso anno lavorò al Dipartimento Culturale degli Esteri e dal 1972 fu a capo della Cooperazione Tecnologica. Fu ambasciatore in Somalia dal 1973 al 1976. Da allora servì con lo stesso incarico in Siria fino al 1980.
Nel 1980 tornò al Ministero lavorando al Dipartimento Emigrazione e dal 1981 ricoprì il ruolo di direttore generale per la cooperazione allo sviluppo. Ebbe nel 1985 l'incarico di commissario generale dell'UNRWA, che lasciò nel 1991 per diventare direttore esecutivo dell'UNODC su nomina del segretario generale delle Nazioni Unite Javier Pérez de Cuéllar, ruolo detenuto fino al 1997. Nel 1992 ottenne la direzione generale dell'Ufficio dell'ONU a Vienna e nel 1994 fu segretario generale del IX Congresso delle Nazioni Unite sul Crimine.
Nel 1999 entrò in carica come relatore speciale delle Nazioni Unite sui territori palestinesi occupati. Nel 2000 presentò un rapporto sulla situazione dei diritti umani nei territori occupati, seguito da un aggiornamento sulle violazioni commesse da Israele nel 2001. Nel febbraio del 2006 entrò a far parte del Comitato Acque e Sanità dell'ONU su nomina di Kofi Annan. A marzo prese parte al IV Forum Mondiale sull'Acqua a Città del Messico, in quanto delegato ministeriale e presidente dell'associazione Hydroaid.
Morì nel 2017 a Roma, all'età di 87 anni.

## Vita privata
Era sposato con Elisabetta Belloni.